# Agelena republicana
Agelena republicana là một loài nhện trong họ Agelenidae.
Loài này thuộc chi Agelena. Agelena republicana được Darchen miêu tả năm 1967.